# Klockhyacintsläktet
Klockhyacintsläktet (Hyacinthoides) är ett släkte i familjen hyacintväxter med tolv arter som förekommer i västra och södra Europa. De odlas ibland som trädgårdsväxter i Sverige.
Enligt Catalogue of Life ingår släktet i familjen sparrisväxter.
Arter enligt Catalogue of Life:
- Hyacinthoides aristidis
- Hyacinthoides cedretorum
- Hyacinthoides ciliolata
- Hyacinthoides flahaultiana
- spansk klockhyacint
- italiensk blåstjärna
- Hyacinthoides lingulata
- Hyacinthoides massartiana
- Hyacinthoides mauritanica
- engelsk klockhyacint
- Hyacinthoides paivae
- Hyacinthoides reverchonii